# Strålningsdimma

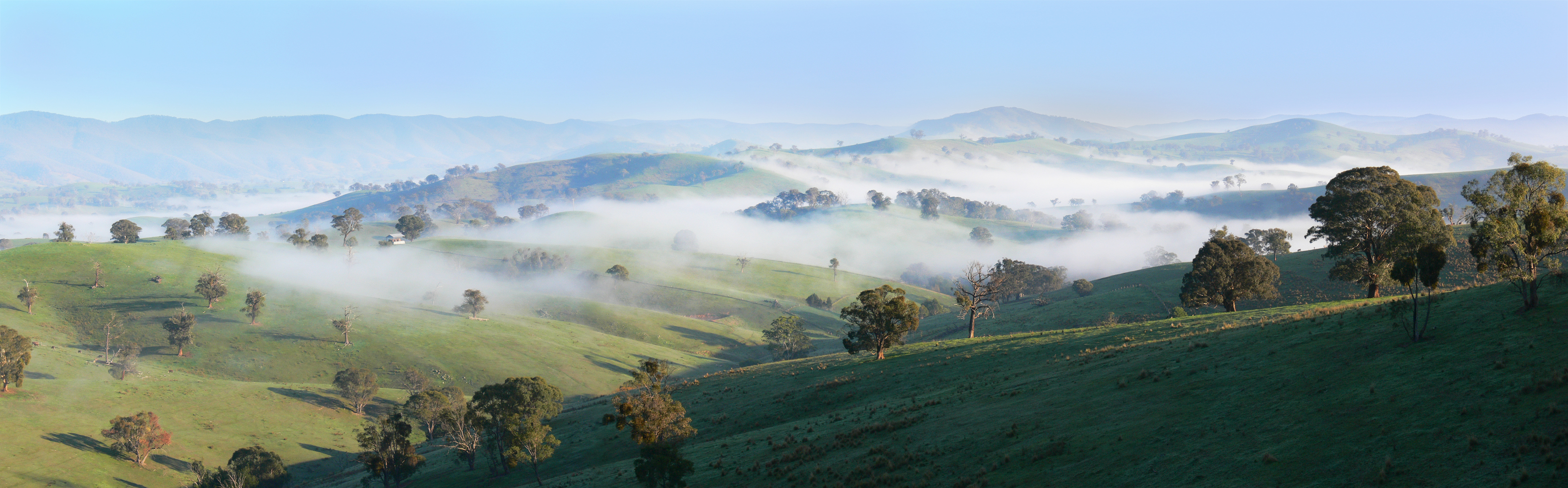
En dimmig morgon i Victoria i Australien.

Strålningsdimma är dimma som bildas vid markytan när värmeutstrålningen är hög och luften närmast marken avkyls. När marken kyls ner kondenserar vattenånga. Strålningsdimma bildas ofta på öppna fält och i sänkor, där förutsättningarna är bättre än i exempelvis skogen. Med tiden stiger dimman tills solen eller vinden löser upp den.